# Karaoun
Karaoun (também chamada de Araon ou Al Karaon) é um vilarejo localizado no Vale do Beqaa, no Sudoeste do Líbano.
O vilarejo se destaca por  ser banhado pela represa do rio Litani. Além disso, possui belas casas e grandes construções.
Parte de sua população é composta por descendentes de libaneses  que nasceram em países como Colômbia, Brasil, Panamá, Venezuela, Canadá, entre outros e posteriormente foram morar ou estudar lá.
Aproximadamente 95% da população é muçulmana sunita e 5% cristã.
A população deste vilarejo tem aproximadamente 2.000 habitantes no inverno e sua população chega a dobrar no verão.